# Idempotentnost
Idempoténtnost (iz latinskih besed idem, kar pomeni enak, in potens, kar pomeni sposoben) je lastnost nekaterih matematičnih objektov, ki se kaže v tem, da ga večkratno delovanje neke operacije ne spremeni. To pomeni, da je element idempotenten, če po uporabi neke operacije na njem, ostane nespremenjen. Pojem se rabi v abstraktni algebri in računalništvu. 
Pojem je vpeljal ameriški matematik in astronom Benjamin Peirce (1809–1880).
Za idempotentnost se uporabljata dve definiciji:
- enočlena operacija (ali funkcija) {\displaystyle f\!\,} je idempotentna, kadar se jo lahko za katerikoli {\displaystyle x\!\,} iz množice {\displaystyle S\!\,} zapiše kot {\displaystyle f(f(x))=f(x)\!\,}. Zgled je funkcija absolutne vrednosti za množico realnih števil.
- dvočlena operacija je idempotentna, kadar se pri zaporedni dvakratni uporabi neke operacije nad elementom (npr. kompozitum funkcij) dobi isti element. Zgled: naj bo {\displaystyle \circ \!\,} dvočlena operacija nad množico {\displaystyle S\!\,}, potem je množica {\displaystyle S\!\,} idempotentna za vsak {\displaystyle x\!\,} v {\displaystyle S\!\,}. To se lahko zapiše kot {\displaystyle x\circ x=x\!\,}. Nevtralni element je za operacijo idempotenten. Prav tako je idempotentna tudi operacija določanja unije in določanja preseka množic ter logična konjunkcija in logična disjunkcija. Enostaven zgled idempotentne operacije je operacija določanja največje vrednosti dveh števil.

V linearni algebri je tudi projekcija idempotentna. Z določitvijo baze vsaka projekcija da idempotentno matriko.